# Nimbus 7
Nimbus 7 (también llamado Nimbus G) fue un satélite meteorológico. Fue el séptimo y último en la series del programa Nimbus.

## Lanzamiento
Nimbus 7 fue lanzado el 24 de octubre de 1978, por un cohete Delta de la Base Vandenberg de la Fuerza Aérea, California, Estados Unidos. La nave espacial funcionó nominalmente hasta 1994. El satélite orbitaba la Tierra una vez cada 1 hora y 34 minutos, con una inclinación de 99 grados. Su perigeo fue de 941 kilómetros y el apogeo fue de 954 kilómetros.

## Misión
Nimbus 7 El satélite de investigación y desarrollo sirvió como una plataforma estabilizada orientada a la tierra para la prueba de sistemas avanzados para detectar y recolectar datos en las disciplinas de contaminación, oceanográficas y meteorológicas. La nave espacial de órbita polar constaba de tres estructuras principales: un toro hueco, un soporte con forma de sensor, paneles solares y una unidad de alojamiento de control que estaba conectada al soporte del sensor mediante una estructura de trípode.
Configurado de manera similar a una boya oceánica, Nimbus 7 tenía casi 3,04 metros de alto, 1,52 metros de diámetro en la base y aproximadamente 3,96 metros de ancho con paneles solares extendidos. El montaje del sensor que formó la base satelital albergó el equipo electrónico y los módulos de batería. La superficie inferior del toro proporcionaba espacio de montaje para sensores y antenas. Una estructura de viga en caja montada dentro del centro del toro proporcionó soporte para los experimentos de sensores más grandes. Montados en la unidad de alojamiento de control, que se encuentra en la parte superior de la nave espacial, había sensores solares, escáneres de horizonte y una antena de comando. El eje de giro de la nave espacial apuntaba a la tierra. Un sistema avanzado de control de actitud permitió que la orientación de la nave espacial se controlara dentro de más o menos 1 grado en los tres ejes (cabeceo, balanceo y guiñada). Se seleccionaron 8 experimentos:
- El escáner de color de zona costera: Coastal-Zone Color Scanner (CZCS)
- Equilibrio térmico de la Tierra: Earth Radiation Budget (ERB)
- Monitoreo infrarrojo de extremidades de la estratosfera: Limb Infrared Monitoring of the Stratosphere (LIMS)
- Radiómetro de microondas multicanal de barrido: Scanning Multichannel Microwave Radiometer (SMMR)
- Espectrómetro solar de mapeo UV y de mapeo total de ozono: Solar Backscatter UV and Total Ozone Mapping Spectrometer (SBUV/TOMS)
- Medición de aerosol estratosférico II: Stratospheric Aerosol Measurement II (SAM II)
- Sonda estratosférica y mesoférica: Stratospheric and Mesopheric Sounder (SAMS)
- Radiómetro infrarrojo de temperatura-humedad: Temperature-Humidity Infrared Radiometer (THIR)

Estos sensores fueron capaces de observar varios parámetros en y debajo de los niveles mesosféricos.